# M1 Abrams

Użytkownicy M1 Abrams w 2022 r.

M1 Abrams – czołg podstawowy konstrukcji amerykańskiej.
Jego produkcja rozpoczęła się w roku 1980. Istniejące czołgi M1 są stale modernizowane, a starsze wersje pojazdu doprowadzane do nowoczesnych standardów M1A1SA, M1A1FEP i M1A2SEP. Czołg został nazwany imieniem generała Creightona Abramsa – dowódcy 37 Batalionu Pancernego Armii Stanów Zjednoczonych w czasie II wojny światowej, a później dowódcy wojsk amerykańskich biorących udział w wojnie wietnamskiej.

## Historia produkcji
M1 został zaprojektowany przez przedsiębiorstwo Chrysler Defense (następnie wykupione przez General Dynamics i przemianowane na General Dynamics Land Systems). Produkcję wielkoseryjną rozpoczęto w roku 1980 i do roku 1984 wyprodukowano ok. 3200 sztuk modelu M1, w roku 1984 wyprodukowano 894 sztuki modelu M1IP (Improved Performance), w którym ulepszono opancerzenie (zwiększono grubość przedniego pancerza wieży do ok. 960 mm), wzmocniono zawieszenie oraz dodano kosz transportowy z tyłu wieży.
W roku 1985 rozpoczęto produkcję modelu M1A1, w którym zmieniono uzbrojenie główne z armaty M68A1/L52 kalibru 105 mm o gwintowanym przewodzie lufy na armatę M256/L44 kalibru 120 mm o gładkim przewodzie lufy będącą licencyjną nieco ulepszoną wersją niemieckiej armaty RH-M-120/L44. Inne zmiany obejmowały zmiany w konstrukcji wieży (zmiana trzech słabych ogniw nad magazynem amunicyjnym na dwa duże), montaż dłuższych skrzyń ładunkowych na burtach wieży, dodanie (niezabudowanego) portu na niezależny przyrząd obserwacyjny dowódcy, powiększoną osłonę głównego celownika i inne pomniejsze zmiany.
Na początku maja 1988 roku do produkcji został wdrożony model M1A1HA (Heavy Armor), w którym wzmocniono opancerzenie poprzez montaż lepszego pakietu pancerza do komór wieży, którego jednym z elementów składowych są płyty ze stopu zubożonego uranu. W roku 1990/91 rozpoczęto produkcję modelu M1A1HC (Heavy Common), w którym zastosowano II generację nowego opancerzenia, po raz kolejny znacznie podnosząc oferowaną ochronę balistyczną, wóz przystosowano też do głębokiego brodzenia poprzez montaż zestawu DWFK (Deep Water Fording Kit), co było wymogiem piechoty morskiej, zmiany dotknęły także magazyny amunicyjne, zainstalowano także elektroniczny system kontroli pracy silnika, tymczasem modele M1A1 i M1A1HA były modernizowane poprzez wymianę opancerzenia do standardu M1A1HC i oznaczono je nieoficjalnie jako M1A1HA+.
W latach 1992–1993 do produkcji wszedł M1A2, w którym dodano niezależny panoramiczny przyrząd obserwacji dowódcy z kamerą termowizyjną, zmieniono właz i kopułę obserwacyjną dowódcy ze starej CWS (Commander Weapon Station) na nową ICWS (Improved Commander Weapon Station), dodano cyfrowy system komunikacji IVIS (Inter Vehicular Information System), dodatkowe źródło zasilania EAPU (External Auxiliary Power Unit) montowane na koszu transportowym z tyłu wieży (można je także montować na wszystkich wariantach M1A1). Aby M1A1 mogły współdziałać z M1A2, podjęto decyzję o zamontowaniu w nich systemu IVIS. Tak zmodernizowane pojazdy oznaczono jako M1A1D (Digital), jednakże zmodernizowane zostały wozy jedynie dla dwóch batalionów. Ogółem wyprodukowano 3273 sztuki M1, 894 sztuki M1IP, 4393 sztuki wszystkich wariantów M1A1 oraz 77 sztuk M1A2 dla sił zbrojnych USA. Z uwagi na dużą liczbę wyprodukowanych maszyn, nowe czołgi nie są produkowane od lat 90., natomiast składowane czołgi starszych wersji są przebudowywane według nowszych specyfikacji.
Na początku XXI wieku rozpoczęto zakrojoną na szeroką skalę modernizację. M1A2, wszystkie M1IP, duża część M1 oraz 400 najstarszych M1A1 przebudowano do najnowszego standardu M1A2SEP (System Enhancement Program), modernizacja zawiera w sobie unowocześnienie opancerzenia do III generacji pancerza wielowarstwowego zawierającego płyty ze stopu zubożonego uranu, warstwami grafitu, materiałów ceramicznych, metali innych niż stal (tytan) itp., montaż systemów obserwacji termowizyjnej FLIR II generacji, montaż systemu klimatyzacji VCSU, dodatkowej jednostki zasilającej umieszczonej pod pancerzem UAAPU (Under Armor Auxiliary Power Unit), instalacji nowego cyfrowego systemu kierowania ogniem, wymiany systemu IVIS na FBCB2 (Force XXI Battle Command Brigade and Below) i innych ulepszeń. Pozostałe M1A1 były modernizowane do standardu M1A1AIM v.1 (Abrams Integrated Management version 1), w którym to wymieniano wszelkie zużyte części na nowe, a obecnie modernizowane są do standardu M1A1AIM v.2 oznaczonego także jako M1A1SA (Situational Awereness), gdzie zmodernizowano opancerzenie, system kierowania ogniem, system obserwacji termowizyjnej, dodano system FBCB2 oraz zmodernizowano elektronikę do poziomu M1A2SEP. Piechota morska modernizuje swoje M1A1 do standardu M1A1FEP (Firepower Enhancement Program) będącego odpowiednikiem armijnego M1A1AIM v.2/SA.
Czołgi M1A1 i M1A2 produkowane na eksport pozbawione zostały pancerza zawierającego zubożony uran, zamiast tego montowany jest pancerz opracowany na eksport.
Od 2005 na niektórych M1 Abrams jest montowane wyposażenie TUSK (ang. Tank Urban Survival Kit), które ma zadanie zwiększyć ochronę czołgu w terenie zabudowanym.
W 2011 Egipt zwrócił się do USA o kolejne 125 M1A1 za 1329 mln USD, czołgi mają być zmontowane w Egipcie. Wszystkie Abramsy dla Egiptu są opłacane przez USA w ramach programu Foreign Military Financing, czyli bezzwrotnej pomocy wojskowej.
Produkcja odbywa się w zakładzie Lima Army Tank Plant w Limie (stan Ohio), a dawniej także w Detroit Arsenal Tank Plant w Warren (stan Michigan).

## Służba

### USA

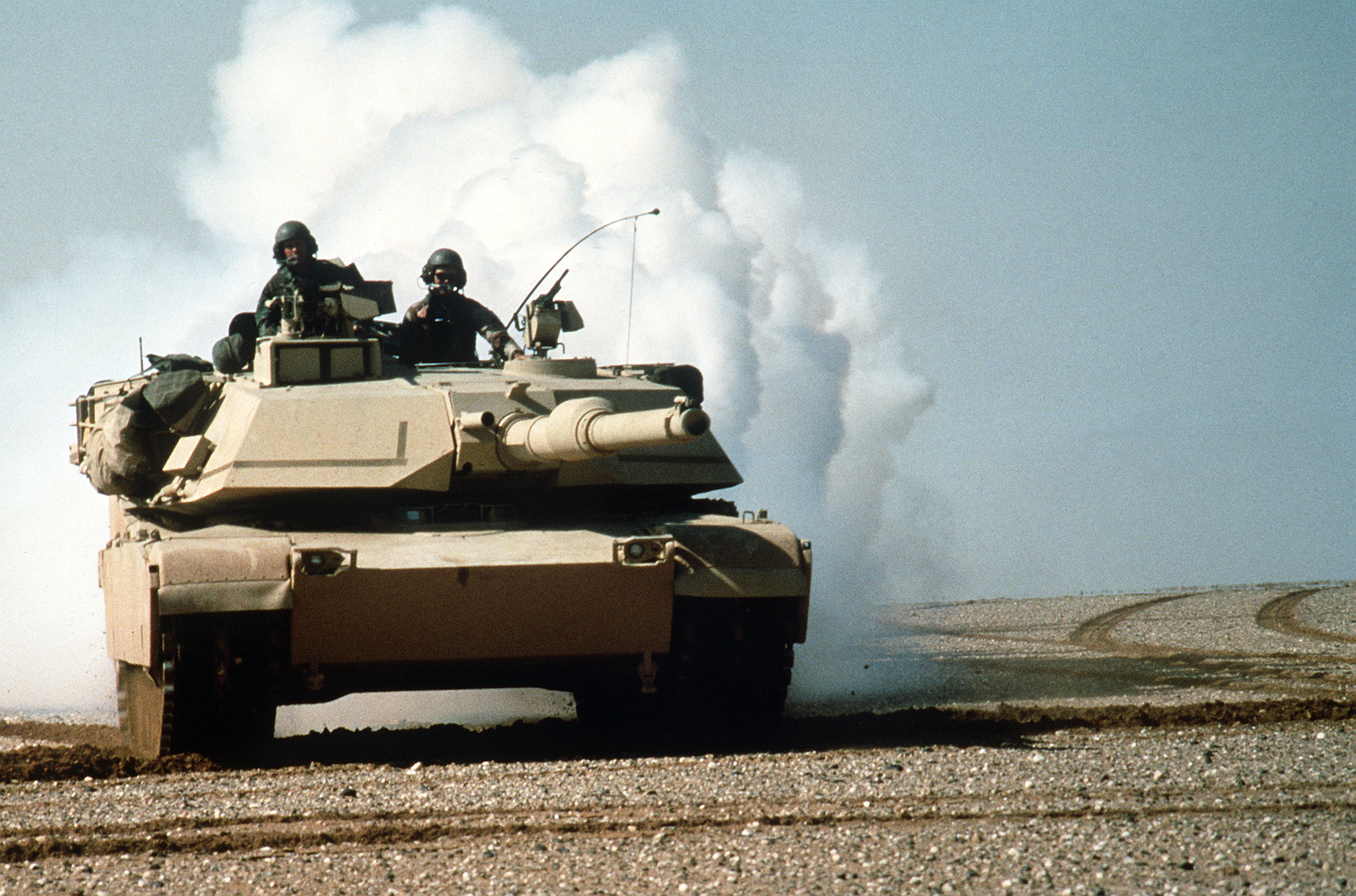
Abrams w trakcie operacji Pustynna Burza

Czołgi typu Abrams zostały pierwszy raz użyte bojowo w czasie operacji Pustynna Burza. Około 1800 czołgom M1A1 udało się zniszczyć wiele irackich T-55. Nieliczne czołgi T-72 zostały zniszczone głównie przez lotnictwo dzięki przewadze w powietrzu. Zważywszy na specyficzną strategię wojsk irackich, ich poziom wyszkolenia oraz posiadanie najstarszych wersji radzieckich czołgów i amunicji, nie można w sposób niebudzący wątpliwości porównać Abramsa do T-72. Jedynie 19 Abramsów zostało wyłączonych ze służby z powodu uszkodzeń odniesionych w boju (nie było ofiar wśród załogi oprócz jednego przypadku podczas ostrzału dwóch Abramsów nawzajem, ale żaden z nich nie został poważnie uszkodzony; zginął wtedy jeden żołnierz). Czołg typu M1 okazał się zdolny do ostrzału wrogich jednostek z odległości przekraczającej 3000 m.
M1 został ponownie użyty w roku 2003, gdy siły amerykańskie dokonały inwazji na Irak. W trakcie kampanii o kolejne 10 lat nowocześniejsze Abramsy starły się ponownie z czołgami T-72 z początku lat 80. XX wieku. Jak poprzednio, nie odnotowano większych strat w załogach Abramsów, których przyczyną byłby ogień nieprzyjaciela (jeśli już to sojusznika). Jednakże 29 października 2003 zginęło dwóch amerykańskich żołnierzy, a jeden został ranny w wyniku uszkodzenia czołgu przez iracką minę, która najprawdopodobniej została wzmocniona dodatkowymi materiałami wybuchowymi w celu zwiększenia jej mocy.
Były to pierwsze odnotowane ofiary wśród członków załóg Abramsów wynikłe w trakcie prowadzenia walk i ognia nieprzyjaciela.
27 listopada 2004 w wyniku wybuchu w pobliżu czołgu silnego ładunku-pułapki, powstałego z połączenia 3 pocisków L15 155 mm (o całkowitej masie materiału wybuchowego wynoszącej 34,5 kg), jeden z Abramsów został zniszczony, a jego kierowca zginął. Pozostałym członkom załogi udało się uciec z wraku.
Żaden Abrams wykorzystywany przez United States Army nie został nigdy zniszczony w wyniku trafienia z wrogiego czołgu (są doniesienia, jak i filmy o zniszczeniu Abramsów sprzedanych przez Stany Zjednoczone innym krajom), jednakże pewna liczba została uszkodzona w zasadzkach przy użyciu granatników przeciwpancernych oraz ppk krótkiego zasięgu (jak np. rosyjskie RPG-7, RPG-18 lub AT-14 „Kornet”). Poza tym podczas operacji Pustynna Burza kilka Abramsów zostało omyłkowo trafionych przez rakiety AGM-114 Hellfire wystrzelone z amerykańskich śmigłowców AH-64 Apache, na skutek czego odniosły uszkodzenia, ich załogi jednak zdołały przeżyć. Zauważa się jednak, że w konfliktach zbrojnych, w których były używane Abramsy, amerykańscy czołgiści walczyli ze znacznie słabszym liczebnie i gorzej uzbrojonym oraz wyszkolonym przeciwnikiem.

### Irak
Do 2012 roku USA przekazały Irakowi 140 czołgów podstawowych Abrams, zmodernizowanych do standardu Situational Awarness, M1A1-SA. W czasie od 2014 do lipca 2015 zostało utracone ponad 30 sztuk, straty są powodowane użyciem pocisków 9M133 Kornet-E lub BGM-71 TOW.

### Arabia Saudyjska
Na podstawie udostępnianych materiałów i zdjęć ocenia się, że przynajmniej 23 czołgi Abrams należące do Arabii Saudyjskiej zostały zniszczone w walkach z separatystami Huti w Jemenie.

### Polska

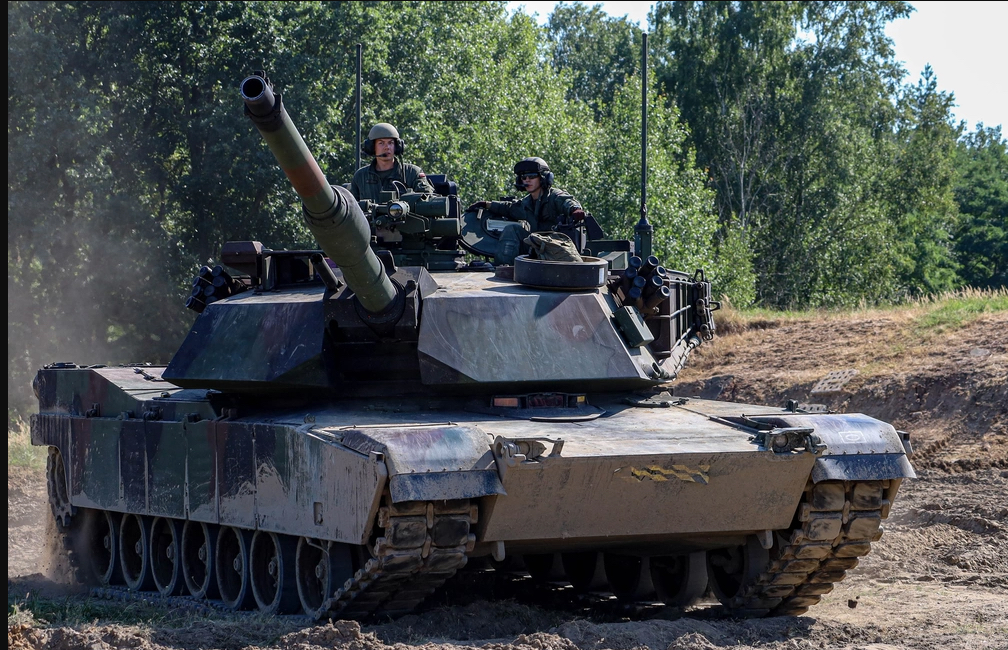
Abrams w służbie Wojska Polskiego

W kwietniu 2022 szef MON Mariusz Błaszczak podpisał umowę na zakup 250 nowych czołgów M1A2 Abrams SEPv3. Pierwsze Abramsy w starszej wersji SEPv2, wypożyczone i przeznaczone do szkolenia, dotarły do Polski 18 lipca 2022. Dostawy wozów w docelowej konfiguracji mają rozpocząć się w 2025 i zakończyć w 2026 roku.
W styczniu 2023 Mariusz Błaszczak jako wicepremier-minister obrony narodowej zatwierdził umowę na dostawę 116 czołgów M1A1 FEP Abrams, które mają zostać dostarczone do Polski w latach 2023–2024. Przedmiotem umowy ma być dostawa czołgów w wersji FEP, ang. Firepower Enhancement Package – pakiet zwiększenia siły ognia, tym skrótem oznacza się zmodernizowane Abramsy używane w US Marines. Zgodnie z harmonogramem dostaw, w 2023 roku zostaną przekazane wozy dla pierwszego batalionu, czyli 58 sztuk. Wszystkie pojazdy będą po remontach generalnych, z zerowym przebiegiem. Polska zdecydowała się na zakup czołgów M1A1 FEP Abrams z uwagi na chęć przyspieszonego zastąpienia wozów bojowych rodziny T-72 przekazanych Ukrainie.
Docelowo Wojsko Polskie ma dysponować 366 Abramsami – partią 116 używanych wozów M1A1 FEP oraz 250 nowych M1A2 SEPv3.

### Ukraina

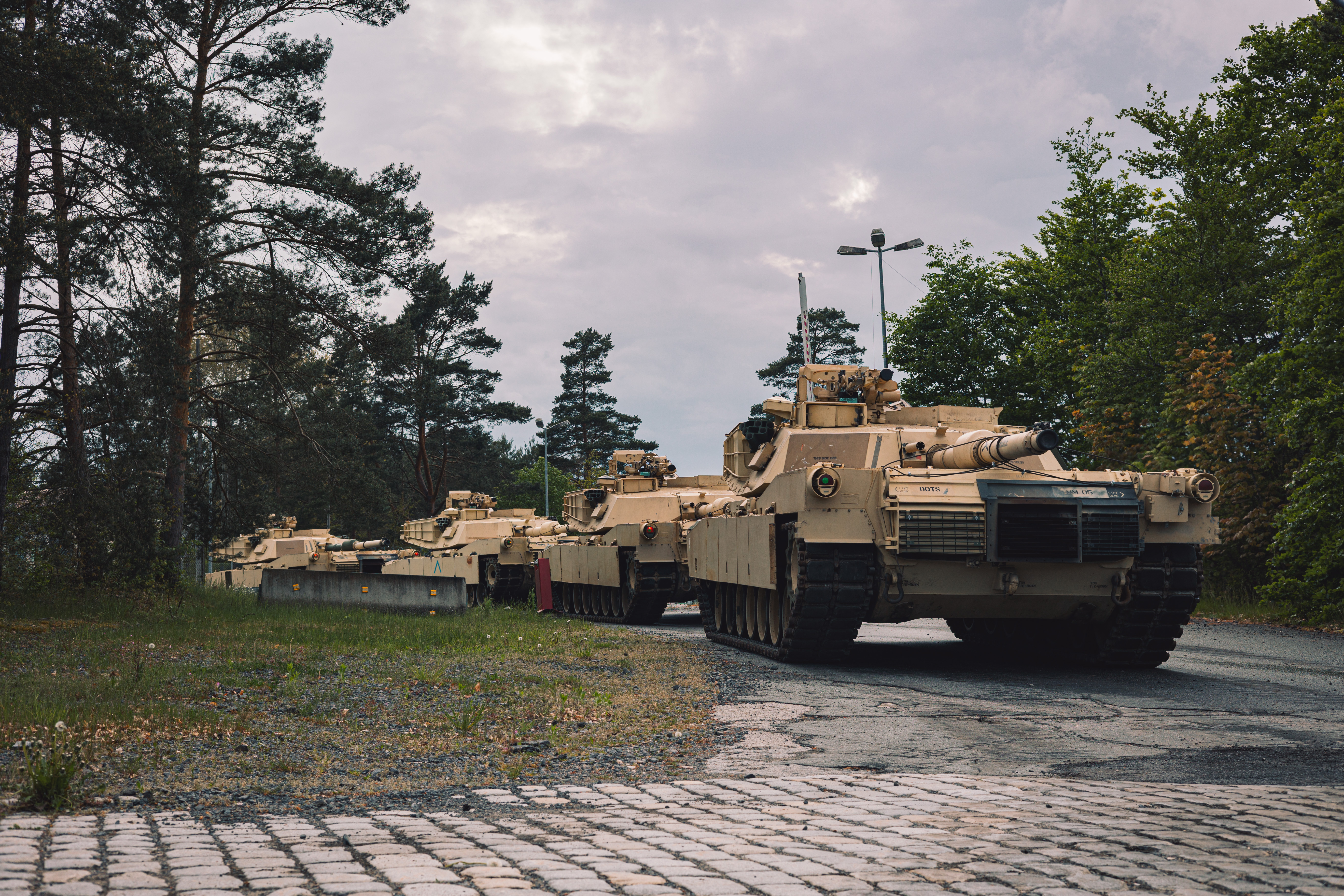
Przeznaczone dla Ukrainy Abramsy w trakcie transportu i ćwiczeń w Niemczech

W styczniu 2023 r. USA zdecydowało się przekazać 31 Abramsów Ukrainie odpierającej rosyjską inwazję. Czołgi dostarczono w wersji M1A1 jednak ze zmodyfikowanymi modułami pancerza zastępując panele ze zubożonego uranu wkładami z wolframu (obawiając się zdobycia przez Rosjan wrażliwej technologii), a także pozbawiając je najnowszych systemów łączności. Spośród dostarczonych czołgów do grudnia 2024 około 16-20 egzemplarzy zostało zniszczonych lub poważnie uszkodzonych, a ukraińskie siły zbrojne podjęły decyzję o tymczasowym wycofaniu ocalałych maszyn z walki. Według doniesień prasowych, poważną wadą czołgów okazały się ich gabaryty a tym samym wrażliwość na wykrycie. Na Ukrainie najpoważniejszym zagrożeniem dla Abramsów okazały się ataki artyleryjskie oraz tzw. dronów kamikadze.

## Budowa

### Opancerzenie
Pierwsze trzy warianty: M1, M1IP i M1A1 chronione są wielowarstwowym pancerzem kompozytowym Burlington, znanym powszechnie pod nazwą Chobham. Zapewniał on w swoim czasie wysoki poziom ochrony przeciw amunicji kumulacyjnej oraz średni poziom ochrony przeciw amunicji kinetycznej. Od lat 1987/88, w ramach modernizacji, kolejne warianty czołgu chronione są nowym „specjalnym” pancerzem, zawierającym warstwy płyt ze stopu zubożonego uranu, a kolejne generacje tego pancerza różnią się stosowaniem nowocześniejszych i lepszych materiałów.
Dane dotyczące odporności na amunicję kinetyczną i kumulacyjną są tajne, znane są natomiast dane na temat grubości samego pancerza:
Przód wieży: 960 mm (w pierwszym modelu grubość szacowana jest na 700–800 mm), burty wieży: 350–400 mm, jarzmo działa: 380–400 mm, strop wieży: 70–40 mm, tył wieży: 40 mm, przód kadłuba (dolna słabo pochylona powierzchnia): 550–650 mm, przód kadłuba (górna silnie nachylona pod kątem 80 stopni powierzchnia): 80 mm, burty kadłuba (2/3 górnej powierzchni): 80 mm, burty kadłuba (1/3 dolnej powierzchni w miejscu montażu zawieszenia): 30–50 mm, tył kadłuba: 40 mm, dno kadłuba: 40 mm. Burty kadłuba dodatkowo chronione są fartuchem balistycznym grubości 70 mm w 1/2 długości kadłuba od jego frontu, a także fartuchem grubości kilku mm w pozostałej 1/2 długości kadłuba ku jego tyłowi.
Dodatkową osłonę osiąga się poprzez montaż dodatkowych osłon dynamicznych w postaci pancerza reaktywnego M19 ARAT-1 na burtach kadłuba lub montaż osłon dynamicznych M19 i zamocowanych na nich osłon M32 ARAT-2 na burtach kadłuba oraz samych M32 na burtach wieży. Istnieje również możliwość montażu ekranów prętowych z tyłu kadłuba.

### Uzbrojenie

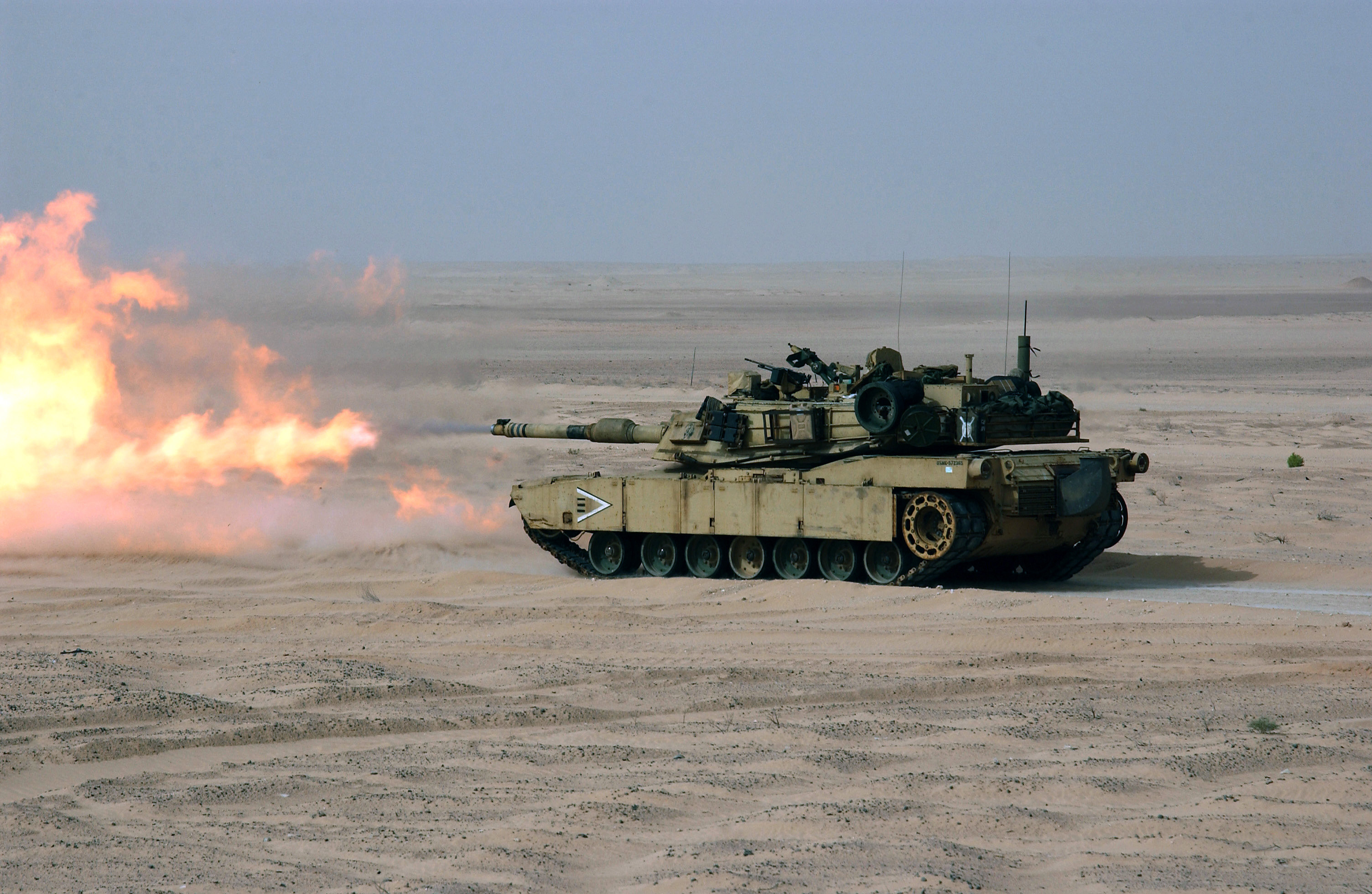
M1A1 Abrams podczas strzału

#### M68A1 – działo 105 mm
Głównym uzbrojeniem wersji M1 jest działo M68A1 105 mm, które wystrzeliwuje pociski scalone APFSDS, APFSDSDU, HEAT oraz dymne.

#### M256 – działo gładkolufowe 120 mm
Głównym uzbrojeniem wariantów M1A1 i M1A2 jest gładkolufowe działo M256 120 mm, zaprojektowane przez niemieckie zakłady Rheinmetall, na które fabryka General Dynamics wzięła licencję i produkuje je w mieście Lima w stanie Ohio. Wystrzeliwuje ono pociski M827, M829, HE M-830, HE M-959. Według producenta najnowsza amunicja podkalibrowa pozwala skutecznie zwalczać aktualnie pozostające w służbie rosyjskie czołgi z odległości ponad 2 km. Teoretycznie działo M256 posiada zdolność ostrzału samolotów latających na niskim pułapie, jednak nie zostało to przetestowane w warunkach bojowych. Lufa działa wyposażona jest w izolację termiczną, zmniejszającą odkształcenia powstające w związku z nierównomiernym przepływem ciepła, oraz przedmuchiwacz, usuwający szkodliwe dla załogi gazy powstające po strzale. Szybkostrzelność praktyczna wynosi 9 strzałów na minutę.

#### Uzbrojenie dodatkowe
Abrams jest wyposażony w trzy karabiny maszynowe:
- 12,7 mm karabin maszynowy M2 zamontowany przy włazie dowódcy. Karabin ten posiada celownik o 3-krotnym powiększeniu
- 7,62 mm karabin maszynowy M240 zamontowany przy włazie ładowniczego na ruchomym wózku
- 7,62 mm karabin maszynowy M240 sprzężony i umieszczony współosiowo z głównym działem. Na wieży zamontowane są także dwie wyrzutnie granatów dymnych, a silnik może być użyty w celu postawienia zasłony dymnej.

## Mobilność
M1 Abrams jest napędzany przez silnik turbowałowy Avco Lycoming AGT-1500C – współpracujący z przekładnią (4 biegi w przód i 2 w tył) o mocy 1103 kW (1500 KM). Dzięki niemu, Abrams osiąga prędkość około 67 km/h na nawierzchni utwardzonej i około 48 km/h w terenie (jest to ograniczenie mechaniczne, a nie wydajnościowe, które ma na celu zapewnienie maksymalnego bezpieczeństwa i optymalnej pracy), jednakże są niepotwierdzone raporty o załogach, które usunąwszy ograniczenie, osiągały prędkość około 90 km/h na równym terenie. Silnik turbowałowy czołgu Abrams może być zasilany kilkoma rodzajami paliwa, w tym olejem napędowym, kerozyną, paliwem rakietowym JP-1, niskooktanową benzyną, a nawet wysokoprocentowym roztworem alkoholu.
Abrams może być przewożony przez samoloty C-5 Galaxy i C-17 Globemaster III. Ograniczona pojemność samolotów transportowych (jeden gotowy do walki czołg lub dwa przygotowane do transportu dla C-5 oraz jeden gotowy do walki dla C-17) była poważnym problemem logistycznym w trakcie operacji Desert Storm.
M1 przewożony w konfiguracji transportowej wymaga tankowania, załadunku amunicji oraz montażu opancerzenia. M1 przewożony w konfiguracji „bojowej” pozwala od razu rozpocząć walkę.

## Wersje

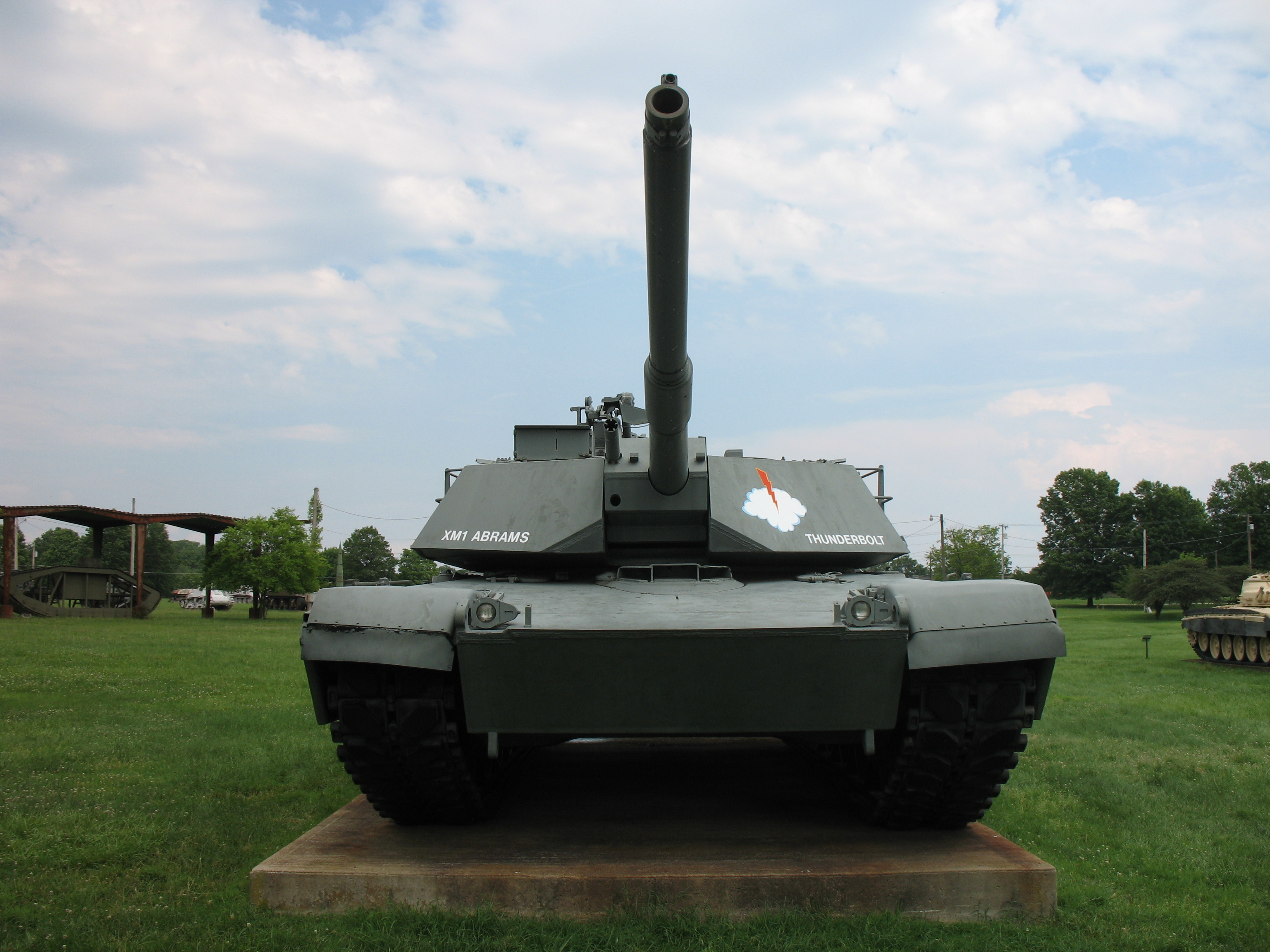
Prototyp XM-1

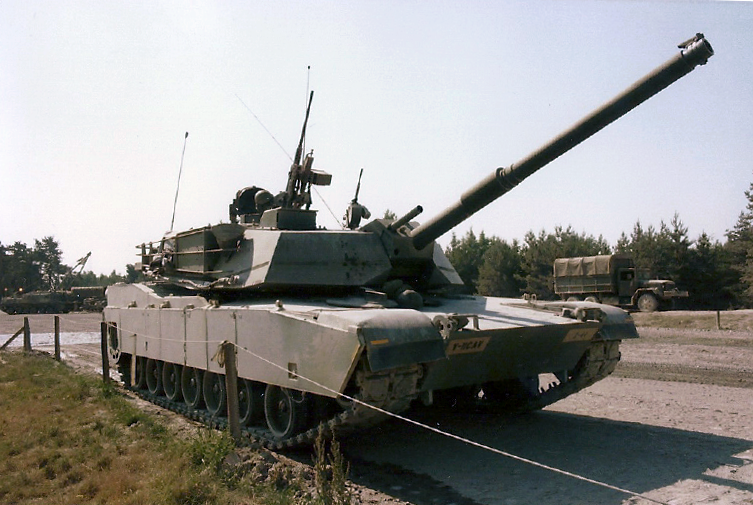
M1 Abrams z armatą kalibru 105 mm

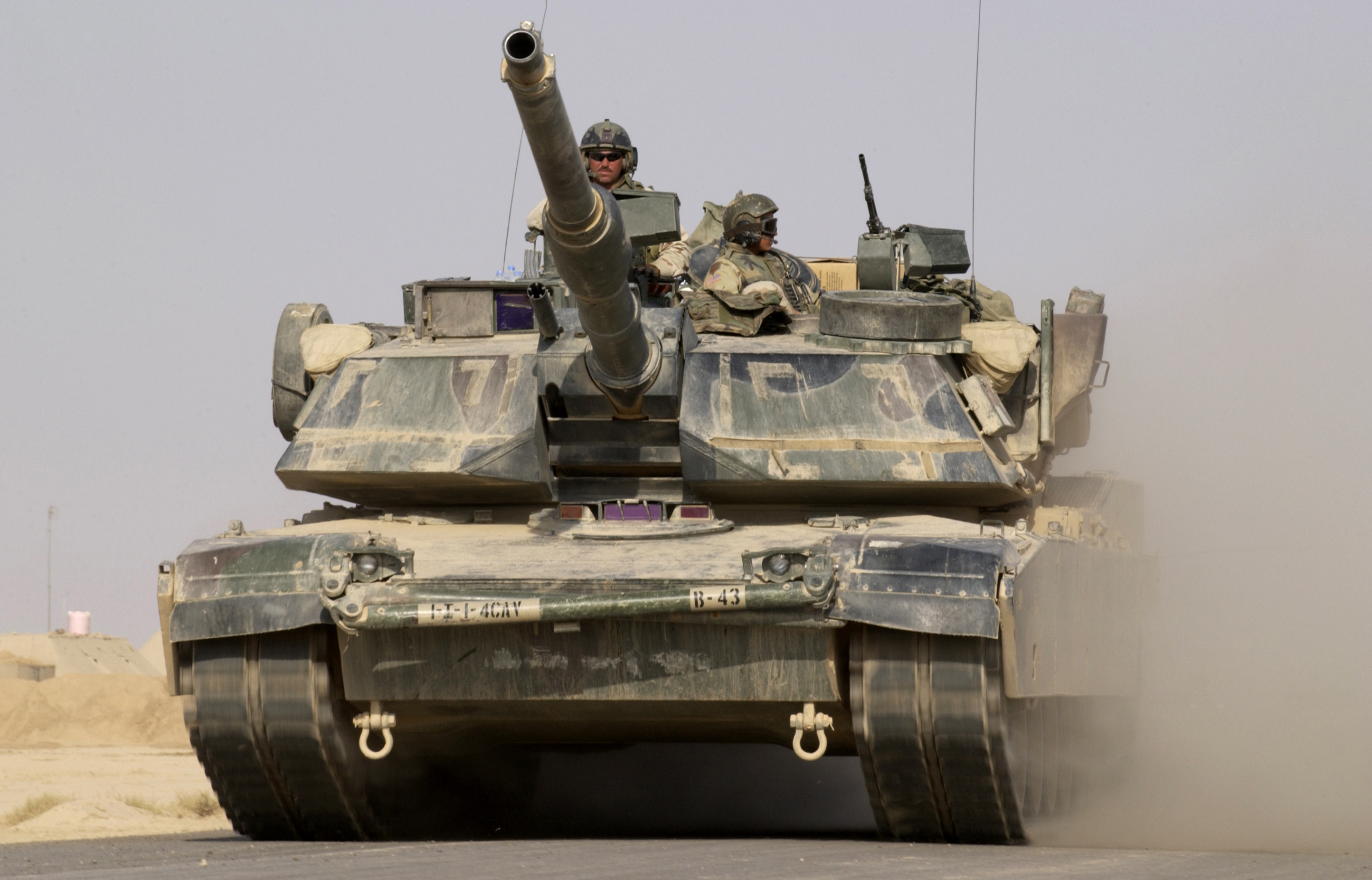
M1A1 Abrams w Iraku

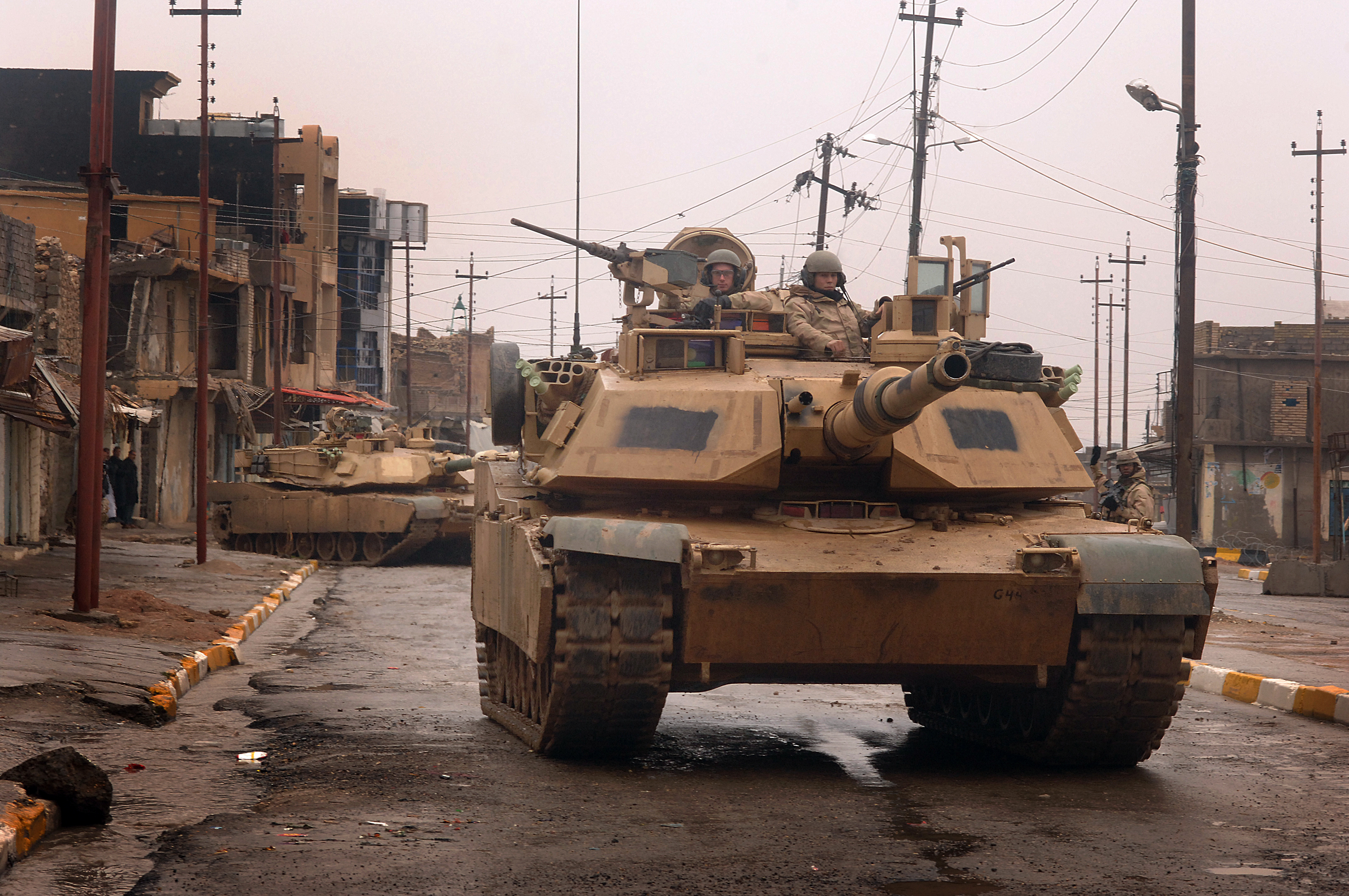
M1A2 Abrams

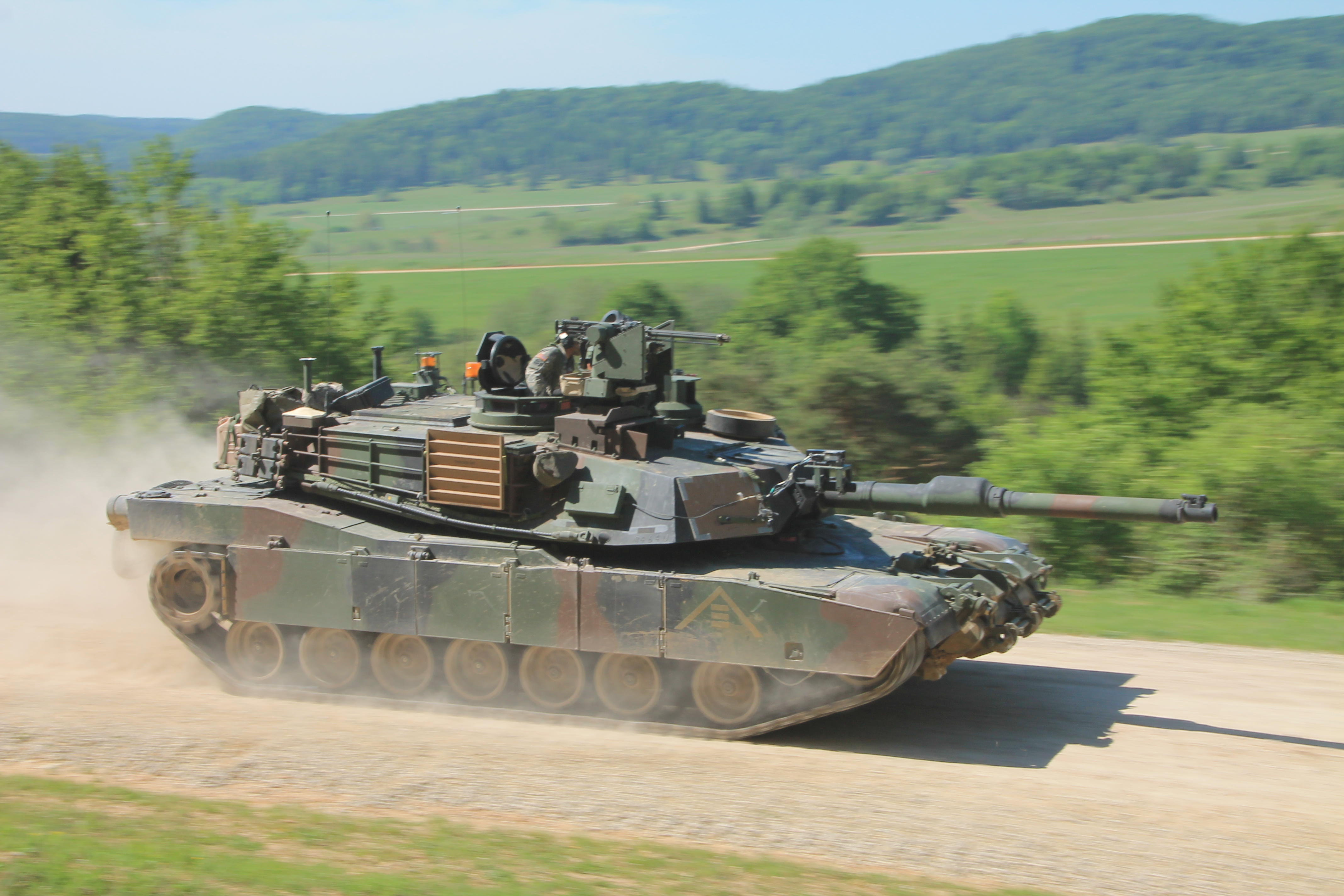
M1A2 w wersji SEPV3

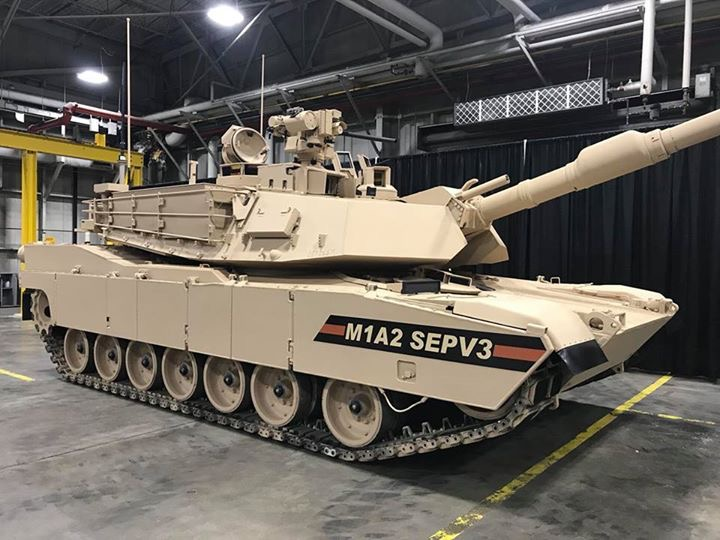
M1A2 w wersji SEPV3

Wersje produkcyjne czołgu M1 Abrams:
- XM1-FSED – model prototypowy, przedprodukcyjny. W latach 1977–1978 wyprodukowano jedenaście pełnowymiarowych pojazdów, pojazdy te były również nazywane pojazdami pilotowymi i ponumerowane od PV-1 do PV-11.
- M1 Abrams – pierwszy wariant produkcyjny. Produkcja rozpoczęła się (w Chrysler) w 1979 roku i trwała do 1985 roku (w General Dynamics).
  - M1IP (Improved Performance) – wyprodukowana na krótko w 1984 roku przed wprowadzeniem M1A1, zawierała ulepszenia i rekonfiguracje, takie jak nowa wieża z grubszym przednim pancerzem. Nowa wieża jest określana jako „długa” wieża zamiast starszej „krótkiej” wieży, pancerz ulepszony z ~ 650 mm grubości do ~ 880 mm (894 zbudowanych dla USA).
- M1A1 – produkcja rozpoczęła się w 1985 roku i trwała do 1992 roku, system NBC, kosze transportowe, przeprojektowane panele przedmuchowe i armata gładkolufowa M256 120 mm (4,976 zbudowane dla armii amerykańskiej, 221 dla USMC, 59 M1A1 AIM SA sprzedanych do Australii).
  - M1A1HA (Heavy Armor) – dodano komponenty pancerza ze zubożonego uranu pierwszej generacji. Niektóre czołgi zostały później zmodernizowane za pomocą elementów opancerzenia ze zubożonego uranu drugiej generacji (zostały nieoficjalnie oznaczone jako HA+)[19].
  - M1A1HC (Heavy Common) – dodano nowe komponenty pancerza ze zubożonego uranu drugiej generacji, cyfrowe sterowanie silnikiem i inne drobne ulepszenia.
  - M1A1D (Digital) – ulepszona, ucyfrowiona wersja M1A1HC, wyprodukowane tylko dla dwóch batalionów.
  - M1A1 AIM v.1 (Abrams Integrated Management) – program, w ramach którego starsze jednostki są odnawiane do warunków zero-godzinnych (przywracane są do takiego stanu jak w momencie opuszczenia linii produkcyjnej), a czołg jest ulepszany poprzez dodanie czujników podczerwieni skierowanych do przodu (FLIR), sprzęt komunikacyjny, w tym FBCB2 i Blue Force Tracker[20], aby pomóc załodze w orientacji sytuacyjnej, oraz celownik termowizyjny do karabinu maszynowego kalibru.50 cala.
  - M1A1 AIM v.2/M1A1 SA (Situational Awareness) – ulepszenia podobne do czołgów AIM v.1, dodano dodatkowe elementy opancerzenia ze zubożonego uranu trzeciej generacji, nowa kamera termowizyjna HTI-SGF block 1 dla działonowego, Far Target Locate (FTL)[21].
  - M1A1 FEP (Firepower Enhancement Package) – modernizacja zbliżona do wersji AIM v.2, czołgi przeznaczone dla US Marine Corps.
- M1A2 – produkcja rozpoczęła się w 1992 roku, wersja weszła do służby w 1992 roku (77 zbudowanych dla USA i ponad 600 M1 zmodernizowanych do M1A2, 315 dla Arabii Saudyjskiej, 218 dla Kuwejtu). M1A2 oferuje dowódcy czołgu niezależny celownik termowizyjny i możliwość strzelania w krótkich sekwencjach do dwóch celów jednocześnie oraz dodaje dodatkowe elementy pancerza ze zubożonego uranu drugiej generacji.
  - M1A2 SEP (System Enhancement Package) – zmodernizowano elementy pancerza ze zubożonego uranu trzeciej generacji z dodaną powłoką grafitową, ulepszony FBCB2, nowa kamera termowizyjna HTI-SGF block 0 dla celownika działonowego oraz dowódcy, uaktualnienie pamięci komputera, kolorowy wyświetlacz mapy, UAAPU (od 2005 roku zaczęto stosować AAPU)[22].
  - M1A2S (Saudi Package) – Saudyjska wersja M1A2 oparta na M1A2 SEP.
  - M1A2 SEPv2 – poprawiono uzbrojenie, dodano kolorowe wyświetlacze, ulepszony interfejs, nowy system operacyjny, ulepszony przedni i boczny pancerz z ERA, M153A1E1 CROWS-LP, nowa kamera termowizyjna HTI-SGF block 1 dla celownika działonowego oraz dowódcy[23].
  - M1A2 SEPv3 – zwiększono możliwości układu elektrycznego, poprawiono systemy komunikacji, dodano nowy system zarządzania stanem pojazdu (VHMS) i moduły wymienne (LRM), łącze danych amunicji (ADL), ulepszony pakiet opancerzenia przeciw IED, ulepszony FLIR wykorzystujący podczerwień o długich i średnich falach, niskoprofilowy CROWS RWS, pakiet pancerza nowej generacji (NGAP), i pomocniczy zespół napędowy (APU). Dodano nowe mocowania pancerza reaktywnego (ARAT) i system ochrony aktywnej Trophy na bokach wieży. Pierwsze egzemplarze dostarczono do jednostek w 2020 roku[24][25].

Wersje specjalistyczne:
- M1150 Assault Breacher Vehicle – czołg saperski, przeznaczony do usuwania zapór minowych i umocnień polowych.
- M104 Wolverine – ciężki most szturmowy.
- M1074 Joint Assault Bridge – ciężki most towarzyszący.